# Marcela Pagano
Marcela Marina Pagano(Buenos Aires; 4 de diciembre de 1985) es una periodista y política argentina, diputada nacional por la provincia de Buenos Aires en el periodo 2023-2027.
Estudio un posgrado en Inglaterra, especializándose en derecho durante el año 2020. Asimismo realizó varios cursos en los Estados Unidos sobre el control y monitoreo de los organismos del Estado que manejan información sensible de los ciudadanos. A su vez es licenciada en Ciencias de la Comunicación y tiene un posgrado en economía para periodistas.

## Biografía
Nació el 4 de diciembre de 1985 en Ciudad Jardín Lomas del Palomar. Estudió Ciencias de la Comunicación en la Universidad Argentina de la Empresa y posee un posgrado con especialización en Economía y Finanzas para periodistas.
En el año 2020 estudio un máster en Derecho en Inglaterra y se especializó en el control de organismos de seguridad, inteligencia y financieros que manejan información sensible de los ciudadanos.
Comenzó su carrera profesional a los 20 años como pasante en la redacción de Ámbito Financiero y tras cuatro años se sumó a Clarín, como Acreditada en el Ministerio de Economía. Ejerció de columnista y panelista en diversos ciclos de Radio Mitre, Todo Noticias, Canal 13, América TV y A24.
En mayo de 2023 fue despedida de A24, en medio de una polémica. Pagano denunciaría censura y que había prohibiciones explícitas para invitar entrevistados. Por parte del canal de noticias, difundieron un escrito citando extractos de la denuncia de un productor que la acusaba de gritarle y maltratarlo violentamente por teléfono.
En junio de 2024, la periodista anunció su embarazo mediante un comunicado a través de la red social Instagram. Como ella misma había revelado tiempo atrás, para el embarazo utilizó el método de criopreservación, que consiste en congelar los óvulos con el objetivo de conservarlos durante largos periodos. Finalmente, el 4 de diciembre, en el día de su cumpleaños, anunció el nacimiento de su primer hijo.
A mediados de junio de 2025 se expreso que Lilia Lemoine era usada debido a que posee una discapacidad mental. 

## Trayectoria política
En junio de 2023 anunció su candidatura a diputada de la Nación por La Libertad Avanza. Finalmente el 22 de octubre de 2023, con el 29.99 % de los votos que obtuvo Javier Milei en las elecciones presidenciales, resultó electa como diputada.
El 10 de abril de 2024, fue elegida por unanimidad para presidir la presidencia de la Comisión de Juicio Político en una votación que en su momento provocó controversias por supuestos defectos formales. El 17 de abril debió ser internada tras sufrir un pico de estrés. Sus allegados aseguran que el inconveniente de salud habría ocurrido luego de una llamada intimidatoria de dirigentes de su mismo espacio.
El 25 de diciembre de 2024, anunció que realizó una denuncia para que se investigue la actuación de los agentes de tránsito de la Ciudad de Buenos Aires que, durante un operativo de seguridad vial por Navidad, detuvieron a dos diplomáticos rusos que no accedieron a brindar su identificación ni a realizar el test con el alcoholímetro para determinar el nivel de alcohol en sangre. Según el artículo 22, párrafo 3 de la Convención de Viena, ningún vehículo diplomático podrá ser “objeto de ningún registro, requisa, embargo o medida de ejecución”. Ese sería el motivo por el cual todos los diplomáticos rusos tienen instrucciones de no someterse a ningún test ni examen médico. Ante esta negativa debió intervenir la Cancillería argentina que, según fuentes diplomáticas rusas, le señaló a los jefes porteños que no se podía obligar a los diplomáticos, menos aún detenerlos y tampoco se podían secuestrar los autos, por lo que terminaron escoltando los vehículos hasta la sede diplomática. En su presentación, Pagano afirmó que “este accionar pretende ser tapado por una supuesta falta de capacitación y negligencia en el respeto de las normas internacionales, atribuible no solo a los agentes de tránsito, sino también a los superiores jerárquicos responsables de supervisar y coordinar estas operaciones. Cierto es, que bien pudo haber sido un episodio planificado con la única finalidad de afectar las relaciones de nuestro país con una potencia extranjera”. La Dirección de Tránsito de la Ciudad de Buenos Aires igualmente justificó la actuación de los agentes fundamentándolo en el artículo 41 de la Convención de Viena que establece que todos los agentes diplomáticos que gocen de privilegios e inmunidades, “deberán respetar las leyes y reglamentos del Estado receptor.”

## Historial electoral
|  | 21,72 % |

|  | 25,44 % |